# Sockenlapp
Sockenlappar (ibland anakronistiskt kallade sockensamer) var en yrkesgrupp bland samer som bodde i socknar utanför lappmarken och som var anställda av bondebefolkningen för att utföra vissa uppgifter, exempelvis slakt av hästar och hundar samt kastrering. Städernas motsvarighet kallades stadslapp. 
Sockenlapparnas förfäder var i allmänhet de nomadiserande skogssamer som i Mellansverige och södra Norrland under 1600-talet försörjde sig som jägare, småskaliga renskötare och hantverkare. Sedan statsmakterna försökt fördriva dem under senare delen av 1600-talet och början av 1700-talet anställdes många av dessa samer som bofasta sockenlappar av sockenstämman. De arbetade med slakt av hästar och hundar, kastrering och skinnberedning – arbetsuppgifter som var tabubelagda bland delar av den svenska allmogebefolkningen. De kunde även hjälpa till med rovdjursjakt och förse bönderna med rotslöjd, nottögor, tenntrådsbroderade kjolsäckar och andra alster.
Begreppet sockenlapp liknar men är inte helt synonymt med norskans bygdesame, bufinn eller liknande. En sockenlapp hade anställning av socknen, och utförde vissa uppgifter som ansågs smutsiga för lön eller annan typ av ersättning och som rackare utförde i andra delar av landet. På 1730–40-talen blev det vanligt att landsortsförsamlingar (socknar) i södra Norrland och Mellansverige höll en egen sockenlapp för dylika arbetsuppgifter.

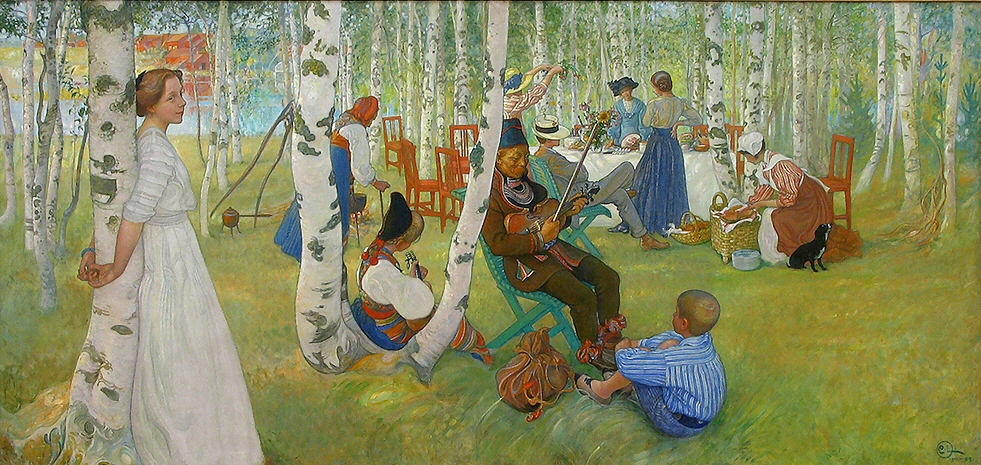
I Carl Larssons monumentalmålning Frukost i det gröna (1910–13) finns sockenlappen Jåvva Johansson (1871–1958) från Undersåker i rollen som spelman.

## Historia
Skogssamer sågs som konkurrenter om jakten och kyrkan hade svårt att få grepp över de nomadiserande samerna. Från och med år 1646 genomfördes statliga kampanjer för att driva bort samer från Mellansveriges bondebebyggelse till fjällområdet. Detta ledde bland annat till gripandet av 13 samer som fördes till slottsarresten i Gävle 1729, men protesterade.
Efter misslyckade försök att förvisa skogssamer och andra nomadiserande samer till lappmarkerna på 1600- och 1700-talen, och efter vädjanden från bönder i Dalarna som behövde samernas hjälp, började staten en assimileringspolitik som gick ut på att sockenlapparna omfattades av kyrkogångsplikt och tvång att bli bofasta. År 1730 samtyckte kung Fredrik I till att låta samerna leva kvar längst upp i Dalarna – med förbehållet att de inte ägnade sig åt jakt och fortsatte att förse bönderna med hantverk och slakta hästar.  Sockenlapparna fick ofta disponera en mindre allmänning i socknen, i utkanten av bebyggelsen. Omkring år 1830 upphörde sockenlapparna i princip helt med renskötseln. Så småningom uppgick sockenlapparna i den svenska majoritetsbefolkningen genom assimilation.
Samtliga kända fall av sockenlappar i södra Dalarna härstammade från familjer som hade levt som skogssamer i mellersta Sverige sedan åtminstone den första halvan av 1600-talet. Kusttrakternas sockenlappar rekryterades bland sjö- och kustskogssamer.

## Utbredning
Hur stort utbredningsområde sockenlapparna hade finns lite olika uppgifter om. Etnologen Ingvar Svanberg har sammanställt källor till deras utbredning och har hittat information om sockenlappar i landskapen Ångermanland, Medelpad, Jämtland, Hälsingland, Gästrikland, Dalarna och Uppland. Strax efter år 1800 levde de i Jämtland, Dalarna, Ångermanland, Medelpad, Hälsingland, Gästrikland och norra Uppland.
Var de har verkat kan leva kvar såsom ortnamn och personnamn med "lapp" i kartor respektive kyrkböcker. I Västmanland har ett trettiotal ortnamn där "lapp" ingår identifierats och sedan de första ministeriallängderna upprättades under 1600-talets första hälft omnämns samer med jämna mellanrum.

## Språk
Sockenlapparna talade enligt Svanberg (1981) en sydsamisk dialekt men deras ordförråd var starkt uppblandat med svenska, baserat på en ordlista med 1 644 ord som upptecknades av Per Holmberger, troligen i Valbo socken i Gästrikland på 1770-talet. En omfattande analys av samma ordlista av Lars-Gunnar Larsson (2018) visar dock att det är mycket svårt att knyta detta språk till någon nutida samisk språkform.